# Валя-П'єтрей
Валя-П'єтрей (рум. Valea Pietrei) — село у повіті Прахова в Румунії. Адміністративно підпорядковане місту Урлаць.
Село розташоване на відстані 64 км на північ від Бухареста, 16 км на північний схід від Плоєшті, 149 км на захід від Галаца, 86 км на південний схід від Брашова.

## Населення
За даними перепису населення 2002 року у селі проживали 537 осіб, з них 536 осіб (99,8%) румунів. Усі жителі села рідною мовою назвали румунську.